# Росни връх
Росни връх (на албански: Maja e Rosit; на сръбски: Rosni Vrh/Росни Врх) е най-високият връх на планината Белич, разположен на границата между Албания и Черна гора, като част от масива на Проклетия.
Росни връх е най-южната точка на община Плав.
Висок е 2524 м, с което Бели е третата най-висока планина в Черна гора.